# Believe in Me (canción de Bonnie Tyler)
«Believe in Me» (en español: «Cree en Mí») es una canción de la cantante galesa Bonnie Tyler, de su decimosexto álbum de estudio Rocks and Honey (2013). El compositor Desmond Child escribió la canción con los compositores británicos Lauren Christy y Christopher Braide, y fue lanzada como el primer sencillo del álbum por Celtic Swan Records el 13 de marzo de 2013. La canción fue escrita con el objetivo de «elevar el mundo», y fue completada por Child, cenando con Tyler.
La canción fue grabada en los estudios Blackbird en Nashville, Tennessee. La letra de la canción, básicamente representa a Tyler diciendo a su amante que no cree en el amor o la religión, que simplemente crea en ella. «Believe in Me» fue seleccionada como la canción que representaría a Reino Unido en el Festival de la Canción de Eurovisión 2013. Para cumplir con las reglas de duración de la canción, la versión original del álbum fue cortada cincuenta y siete segundos para la versión de radio y para actuaciones en directo. La fotografía utilizada para la portada del álbum fue tomada por el sobrino de Tyler, Andrew Hopkins. Siguiendo el Festival de Eurovisión, la canción alcanzó el número 93 en el Reino Unido, pero no obtuvo éxito en otros lugares.
«Believe in Me» recibió críticas mixtas de los críticos, y la canción fue culpada en gran medida, por el mediocre marcador final de Tyler en el Festival de Eurovisión. A pesar de no haber obtenido un lugar en las listas y el resultado en Eurovisión, tanto Tyler como la canción, ganaron en los premios del festival de la Canción de Eurovisión; Los premios ESC Radio, como mejor canción y mejor cantante femenina, siendo así, la primera vez que un representante del Reino Unido ha ganado en dos categorías en la historia de ESC Radio.

## Lanzamiento
Tyler había estado trabajando en su decimosexto álbum de estudio Rocks and Honey desde 2008. Ella grabó el álbum en los estudios Blackbird en Nashville, Tennessee, y lanzó el álbum el 8 de marzo de 2013 en Europa, un día después de que se anunció que Tyler representaría a Reino Unido en el Festival de Eurovisión. El lanzamiento oficial de «Believe in Me» siguió una semana más tarde, dado a conocer el 13 de marzo por Celtic Swan Records en el Reino Unido e Irlanda, y el 15 de marzo en Europa. En su aparición en The One Show Tyler explicó que la canción ya había sido escrita antes de que BBC sugiriera a «Believe in Me» como la canción que representaría a Reino Unido en Eurovisión. la canción también se ha añadido a la tienda SingStar como una canción de karaoke. Un único remix de la canción de fue lanzado el 13 de mayo por celtas cisne Records.
El video musical fue publicado en el canal oficial de YouTube de la BBC el 6 de marzo de 2013. El vídeo fue filmado en East Sussex, en una cabaña y en una playa cercana. La BBC publicó el vídeo a finales de marzo.

## Composición
La participación Lauren Christy y Christopher Braide en la composición de «Believe in Me» es desconocida, aunque cuando se anunció que la canción representaría el Reino Unido en el Festival de Eurovisión 2013, Bonnie Tyler dijo a The Telegraph que Child terminó de componer la canción cenando junto a ella.
El cantante galés Paul Child, llevó a cabo una entrevista con Desmond Child en Nashville en abril de 2013 para discutir su trabajo con Bonnie Tyler, ambos con «Believe in Me» y en los inicios, cuando escribió su sencillo «If You Were a Woman (And I Was a Man)» en la década de 1980. Paul Child señaló similitudes entre la estructura lírica y rítmica de «Believe in Me» y la canción de Labelle «Lady Marmalade». Desmond Child dijo que ellos (Child, Christy y Braide) querían escribir una canción que «elevara el mundo», y estamos muy emocionados de que Bonnie Tyler haya cantando «Believe in Me» en Eurovisión.

## Respuesta de la crítica
Tras su lanzamiento inicial, la canción recibió críticas mixtas. UKMIX describió la canción como «muy dichosa con una entrega vocal suave y algunas frases bastante buenas», pero a pesar de no ser capaz de criticar la canción, el revisor no estaba seguro de que la canción hubiera sido la elección correcta para el Festival de Eurovisión y predijo que Tyler sufriría la misma crítica que Engelbert Humperdinck recibió el año anterior. Robert Copsey de Digital Spy dio a la canción dos estrellas de cinco, que indica que la canción es un «polo opuesto a la gran cantidad de petardos Euro-club que entran en el concurso de este año», pero aplaudo a Tyler, por entrar en el Festival de Eurovisión con la canción de contraste. The Guardian llevó a cabo una encuesta en su página web, preguntando al público, si esperaban que Tyler hubiera obtenido éxito en Eurovisión. Los resultados fueron bastante parejos con el 46% predice que Tyler iba a ganar y el 54% que no esperaban que Tyler pudiera ganar. Ann Pinza del Daily Mirror describió la canción como «sincera», y continuó diciendo que Tyler «todavía puede cantar». Ella criticó cosas como las primeras letras de rima, pero señaló la línea «you never see the rainbow, you just curse the rain» como una mejora, y una oportunidad para pasar un buen rato con la puesta en escena en la fase final de la noche en Malmö. Pinza concluyó diciendo que «no se meta en tu cabeza como la canción ganadora de 2012 por Suecia Euphoria», y afirmó que a menos que la puesta en escena sea «espectacular», la canción no será recordada a la hora de las votaciones.

## Festival de la canción de Eurovisión 2013

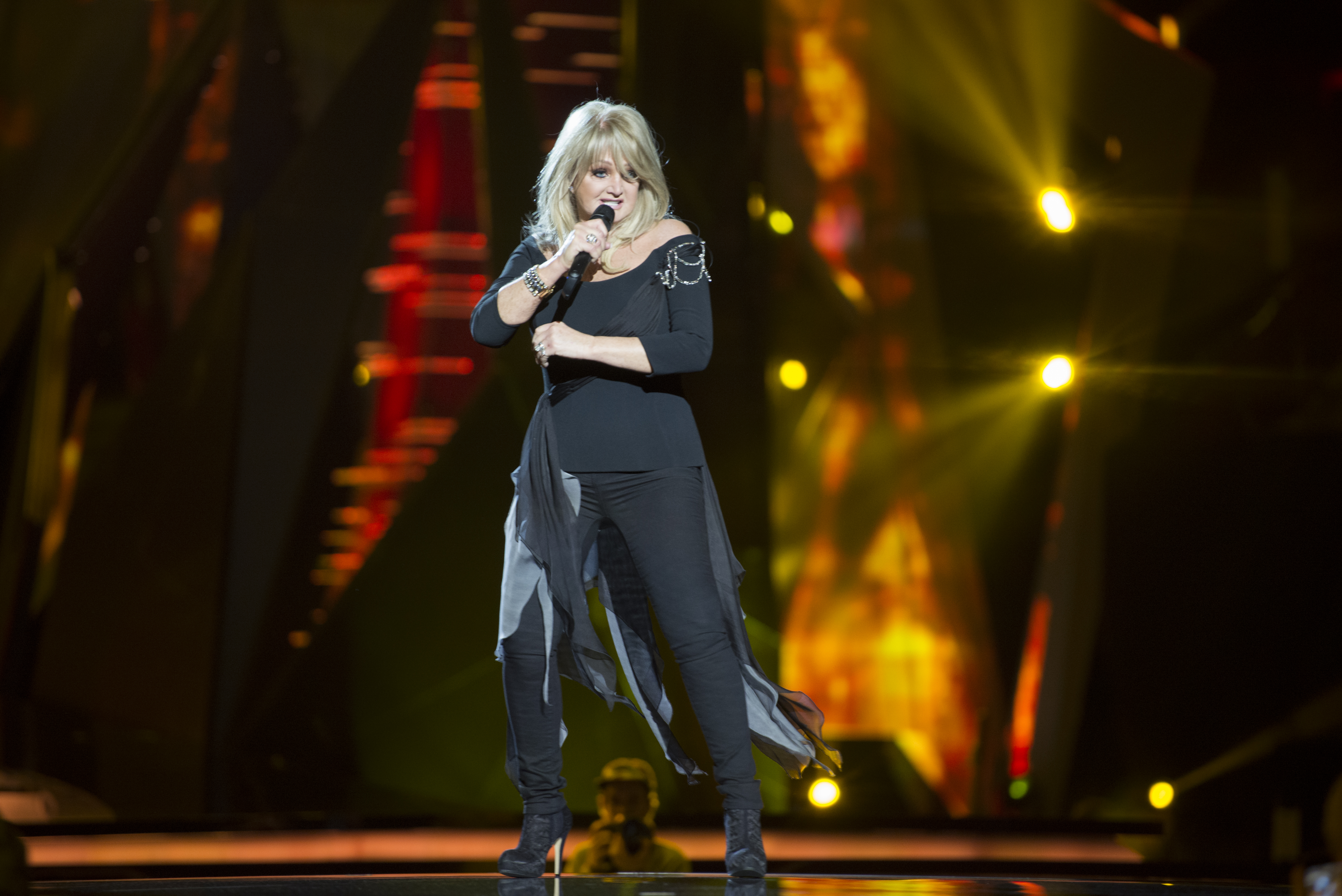
Bonnie Tyler en el Festival de la Canción de Eurovisión 2013, cantando "Believe in Me" en el Malmö Arena en Suecia.

Tyler fue seleccionada por la BBC para representar al Reino Unido en el Festival de Eurovisión 2013. El primer ensayo se llevó a cabo el 12 de mayo, el segundo el 15 de mayo, la actuación frente al jurado fue el 17 de mayo de 2013 y el espectáculo en vivo en la gran final tuvo lugar el 18 de mayo donde Tyler canto «Believe in Me», con Anthony Goldsbrough (guitarra y coros), Michael Gazzard (guitarra y coros), Hayley Sanderson (guitarra y coros), Kristen Cummings (teclados y coros) y Grant Mugent-Kershaw (batería). La canción fue puesta en escena con Tyler de pie ante el micrófono con su grupo de respaldo, antes de caminar por el escenario, hasta llegar a una plataforma de levantamiento.
La canción terminó en el puesto 19 con puntos de Irlanda (7), Malta (5), España (4), Rumanía (3), Suiza (2), Suecia (1) y Eslovenia (1), un total de 23 puntos.

## Reacción a los resultados de Eurovisión
Periodistas y cantantes arios han hecho públicas sus opiniones sobre la canción y el resultado. El representante de Irlanda en 1980 y 1987 y tres veces ganador de Eurovisión Johnny Logan felicito a Tyler, pero sostuvo que la canción no era lo suficientemente fuerte. Él continuó: «Si vas a ganar Eurovisión, usted tiene que tener algo que lo va a destacar por encima de todo lo demás. De lo contrario, no hay más esperanza que ir y recoger 10 u 11 votos». Del mismo modo, Nathan Moore acordó que la canción no era lo suficientemente fuerte, pero dijo que «fue una gran idea haber seleccionado a Bonnie, hay un montón de amor para Bonnie por ahí». Mick Dalley (de Yahoo Noticias) coincidió en que «aunque Tyler estaba en buena forma, cantando maravillosamente y despertando a la multitud con su final» «Believe in Me» «simplemente no era lo suficientemente buena como una canción». La ganadora de Eurovisión en 1997 por Reino Unido Katrina Leskanich, declaró que era insuficiente por la canción de Dinamarca, y esperaba que Tyler hubiera marcado más alto que ella. El periodista británico David Goodman reconoció que la canción de Tyler fue una mejora respecto al año anterior, aunque argumentó que era una combinación de una mala posición en el orden de ejecución y la canción que mantiene el Reino Unido a partir de una puntuación más alta.
Durante una entrevista semanas después del concurso, Tyler habló en contra de los incidentes ocurridos en el Festival de Eurovisión de ese año, y después le preguntaron si ella pensaba que el concurso estaba arreglado, ella respondió: «Yo creo que sí».
| «Al día siguiente, después de Eurovisión, los rusos se quejaban de Azerbaiyán, "¿por qué no nos dan los diez puntos que pagamos?" "Disculpe, ¿pagamos por...? ¿Es esto una competición...? No se preocupan por eso. Nosotros [Reino Unido] no hemos ganado durante dieciséis años, y yo no esperaba ganar. Es una lástima que la política entre a Eurovisión, debe ser un concurso de composición.» —Bonnie Tyler entrevistada por Le Parisien, mayo de 2013. |

El Daily Mail informó que Tyler escuchó la conversación de los rusos quejándose a los azerbaiyanos y se extendió el rumor, aunque Tyler desafió esto y dijo que lo había visto en Sky News.

## Promoción
Tyler primero interpretó la canción en Berlín, Alemania, donde hizo una aparición como invitada en el Peñón Meets Classic Tour en febrero a marzo de 2013. Tyler estaba todavía involucrada con la gira, cuando se anunció que ella estaría representando el Reino Unido en el Festival de Eurovisión en mayo, y después de aparecer en The One Show en Londres, regresó a Alemania para comenzar a promover «Believe in Me». El 19 de abril, se detuvo en la catedral de Colonia y el museo de cera Madame Tussauds en Berlín para una sesión de fotos y dio a conocer figuras de cera de los miembros de ABBA. El 28 de abril, el equipo de Leute Heute (programa de televisión alemán) publicó un vídeo visitando la casa de Tyler, unas semanas antes de entrevistarla por su participación en el Festival de Eurovisión. En el mismo día que ella ofreció varias entrevistas con medios de comunicación, incluyendo Digital Spy, The Sun, y el Daily Mail. Al mediodía, Tyler fue entrevistada y luego realizó una versión acústica de la canción la BBC Radio 2 con su grupo de Eurovisión. 
Su última aparición televisiva en el Reino Unido fue el 3 de mayo, cuando cantó «Believe in Me» en The Graham Norton Show, y fue entrevistada junto a Chris Pine, Benedict Cumberbatch y Kim Cattrall.
Después de llegar a Malmö el 10 de mayo, Tyler fue recibida positivamente por la prensa y por los otros participantes de Eurovisión. El apoyo especial vino de la participante de Finlandia Krista Siegfrids y el participante de Malta Gianluca Bezzina. Antes de que la votación concluyera, el Reino Unido recibió 2 puntos más de Suiza, y el portavoz de Lituania dijo: «Te amo, Bonnie Tyler» a pesar de que Reino Unido no obtuvo ningún voto lituano.

## Posicionamiento en listas
| País (2013)                    | Mejor posición |
| ------------------------------ | -------------- |
| Reino Unido (UK Singles Chart) | 93             |
| Reino Unido (UK Indie Chart)   | 10             |

## Premios ESC Radio
Eurovisión Radio es un sitio web que albergan un sondeo de votación internacional cada año para varios premios. Bonnie Tyler ganó como Mejor Canción (con el 12,6% de los votos) y Mejor Cantante Femenina (con el 16,9% de los votos), e hizo historia como el primer representante del Reino Unido en recibir dos premios de la ESC Radio desde su inicio en 2006.
| Año  | Categoría               | Trabajo nominado | Resultado |
| ---- | ----------------------- | ---------------- | --------- |
| 2013 | Mejor canción           | Believe in Me    | Ganador   |
| 2013 | Mejor cantante femenina | Ella misma       | Ganador   |

## Créditos y personal
Los créditos son adaptados de las notas del sencillo de CD.
|  | - Bonnie Tyler - Voz principal - David Huff – Productor, percusión, Programador, Editor de audio digital - Chad Cromwell – batería - Jimmy Lee Solas – bajo - Ilya Toshinsky – guitarra acústica, mandolina, dobro, banjo - Jerry McPherson – Guitarra eléctrica | - Tom Bukavak – Guitarra eléctrica - Kenny Greenburg – Guitarra eléctrica - Mike Rojas – piano, B-3, sintetizador - Larry Hall – cuerdas - Jodi Marr – Coros - Justin Nie Bank – mezcla |  |

| Predecesor: Love will set you free «Engelbert Humperdinck» | Reino Unido en el Festival de Eurovisión 2013 | Sucesor: Children of the Universe «Molly Smitten-Downes» |